# Osteospermum ilicifolium
 Osteospermum ilicifolium  L., 1759 è una specie di pianta angiosperma dicotiledone della famiglia delle Asteraceae (sottofamiglia Asteroideae).

## Etimologia
L'etimologia del nome del genere (Osteospermum) deriva da due prole greche: "osteon" (= osso) e  "spermum" (= seme) e fa riferimento ai duri frutti delle specie di questo genere. L'epiteto specifico (ilicifolium) significa "simile alle foglie dell'agrifoglio (Ilex)".
Il nome scientifico della specie è stato definito dal botanico Carl Linnaeus (1707-1778) nella pubblicazione " Systema Naturae. Editio decima, reformata." ( Syst. Nat., ed. 10. 2: 1234 ) del 1759.

## Descrizione

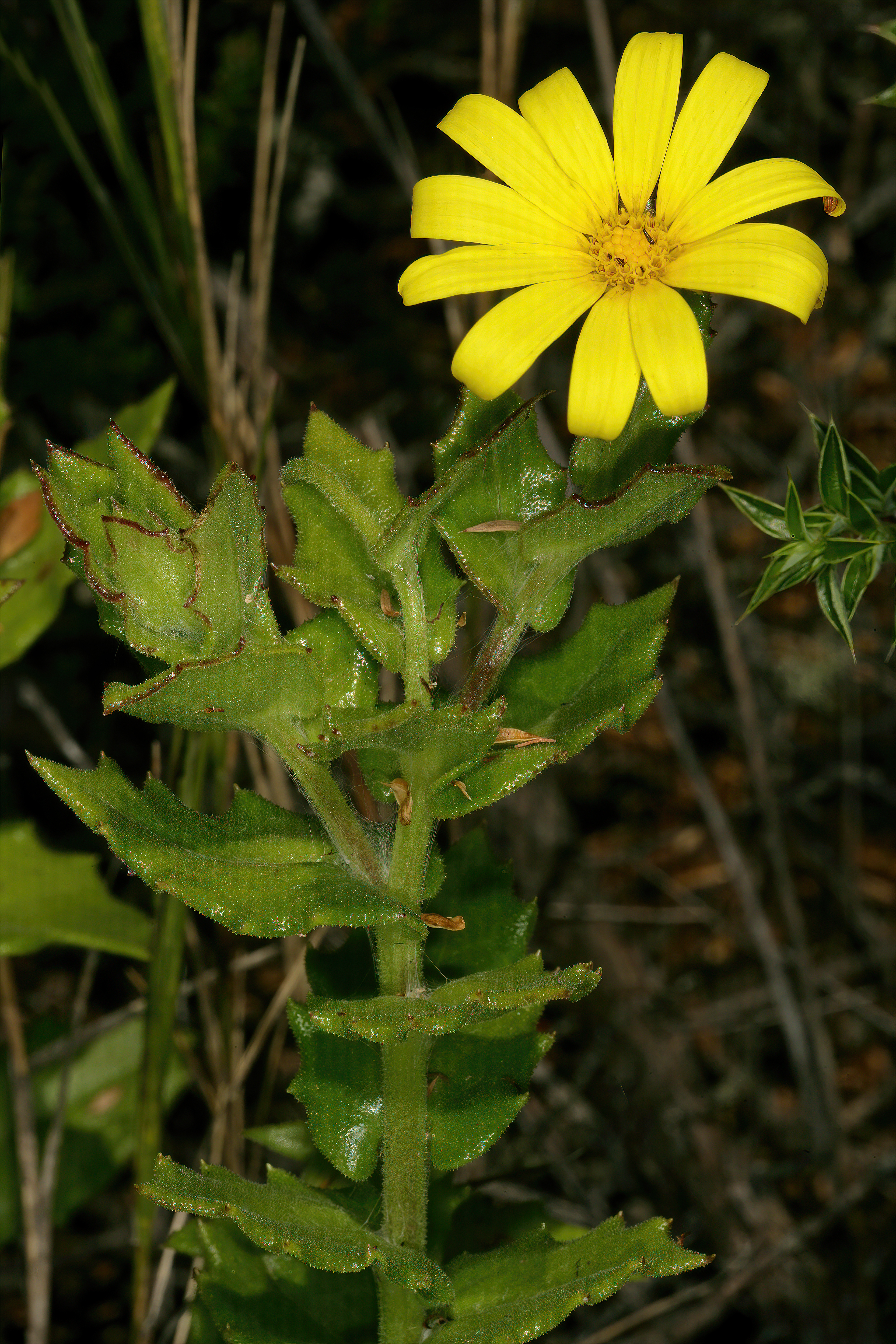
Infiorescenza

Habitus. Osteospermum ilicifolium ha un portamento tipico delle piante perenni arbustive a disposizione sparpagliata. Gli arbusti sono tentacolari e densamente frondosi. Inoltre la pianta è priva di lattice, ma è aromatica. Alcune piante possono essere spinescenti o ricoperte di un velo sottilmente lanoso (specialmente sulle parti giovan).
Radici. Le radici sono secondarie da rizoma.
Fusto. La parte aerea in genere è eretta o prostrata, semplice o ramosa. Altezza fino a 1 metro.
Foglie. Le foglie in genere sono cauline disposte in modo alternato e sono picciolate o sessili. Il contorno della lamina è intero con forme da lanceolate a ovate. I margini sono revoluti e dentati. La consistenza della foglia normalmente è erbacea con superficie glabra o pubescente.
Infiorescenza. Le sinflorescenze normalmente sono scapose. Le infiorescenze vere e proprie sono formate da un capolino terminale peduncolato di tipo radiato. Alla base dell'involucro (la struttura principale del capolino) può essere presente un calice formato da alcune brattee fogliacee. I capolini sono formati da un involucro, con forme da campanulate a emisferiche, composto da alcune brattee, al cui interno un ricettacolo fa da base ai fiori di due tipi: quelli esterni del raggio e quelli più interni del disco. Le brattee, glabre o pelose, con forme lanceolate, sono disposte in modo più o meno embricato su più serie e possono essere connate alla base;  talora possono avere un margine ialino. Il ricettacolo, a volte alveolato, è nudo (senza pagliette a protezione della base dei fiori); la forma è piatta o conica.
Fiori.  I fiori sono tetra-ciclici (formati cioè da 4 verticilli: calice – corolla – androceo – gineceo) e pentameri (calice e corolla formati da 5 elementi). Sono inoltre ermafroditi, più precisamente i fiori del raggio (quelli ligulati e zigomorfi) sono femminili e fertili; mentre quelli del disco centrale (tubulosi e actinomorfi) sono funzionalmente maschili.
- Formula fiorale:

*/x K {\displaystyle \infty }, [C (5), A (5)], G 2 (infero), achenio
- Calice: i sepali del calice sono ridotti ad una coroncina di squame.
- Corolla: nella parte inferiore i petali della corolla sono saldati insieme e formano un tubo. In particolare le corolle dei fiori del disco centrale (tubulosi) hanno dei tubi che terminano con delle gole dilatate a raggiera e forma campanulata (i tubi sono più corti delle gole) con cinque lobi più o meno patenti. Nella corolla dei fiori periferici (ligulati) il tubo si trasforma in un prolungamento ligulato (con forme da oblungo-ellittiche a oblanceolate), terminante generalmente con tre denti. Il colore delle corolle è giallo.
- Androceo: gli stami sono 5 con dei filamenti liberi. La parte basale del collare dei filamenti può essere dilatata. Le antere invece sono saldate fra di loro e formano un manicotto che circonda lo stilo. Le appendici apicali delle antere sono piatte con forme triangolari-ovate. Le teche (produttrici del polline) non sono calcarate (sono cioè prive di speroni), ma hanno le code (caudate). La struttura delle antere è di tipo tetrasporangiato, raramente sono bisporangiate. Il tessuto endoteciale è polarizzato. Il polline è di tipo echinato (con punte sporgenti) a forma sferica.
- Gineceo: l'ovario è infero uniloculare formato da 2 carpelli. Lo stilo (il recettore del polline) è minutamente biforcato con due stigmi nella parte apicale. Gli stigmi hanno una forma variabile da subtroncata a ottusa; possono essere ricoperti da minute papille o avere dei penicilli apicali. Le superfici stigmatiche sono continue (e divise almeno alla base) o separate. Dei peli radicali formano un anello alla base dello stilo; la pubescenza può arrivare fin sotto gli stigmi.
- Antesi: da agosto a marzo.

Frutti. I frutti sono degli acheni senza pappo. Gli acheni presentano a volte un esocarpo carnoso e colorato e sono molto variabili nelle forme e dimensioni: in genere sono reniformi con superficie verrucosa. Lunghezza degli acheni: 4,5 mm.

## Biologia
Impollinazione: l'impollinazione avviene tramite insetti (impollinazione entomogama tramite farfalle diurne e notturne).

Riproduzione: la fecondazione avviene fondamentalmente tramite l'impollinazione dei fiori (vedi sopra).

Dispersione: i semi (gli acheni) cadendo a terra sono successivamente dispersi soprattutto da insetti tipo formiche (disseminazione mirmecoria). In questo tipo di piante avviene anche un altro tipo di dispersione: zoocoria. Infatti gli uncini delle brattee dell'involucro (se presenti) si agganciano ai peli degli animali di passaggio disperdendo così anche su lunghe distanze i semi della pianta. Inoltre per merito del pappo il vento può trasportare i semi anche a distanza di alcuni chilometri (disseminazione anemocora).

## Distribuzione e habitat
La specie di questa voce è distribuita in Sudafrica. L'habitat preferito sono i suoli in pendenza di arenaria o calcare .

## Tassonomia
La famiglia di appartenenza di questa voce (Asteraceae o Compositae, nomen conservandum) probabilmente originaria del Sud America, è la più numerosa del mondo vegetale, comprende oltre 23.000 specie distribuite su 1.535 generi, oppure 22.750 specie e 1.530 generi secondo altre fonti (una delle checklist più aggiornata elenca fino a 1.679 generi). La famiglia attualmente (2021) è divisa in 16 sottofamiglie; la sottofamiglia Asteroideae è una di queste e rappresenta l'evoluzione più recente di tutta la famiglia.

### Filogenesi
Il genere della specie di questa voce è descritto nella tribù Calenduleae (una delle 21 tribù della sottofamiglia Asteroideae). Da un punto di vista filogenetico, la tribù Calenduleae fa parte del supergruppo (o sottofamiglia) "Asteroideae grade"; l'altro è il supergruppo "Non-Asteroideae" contenente il resto delle sottofamiglie delle Asteraceae. All'interno del supergruppo è vicina alle tribù Senecioneae, Gnaphalieae, Astereae e Anthemideae.
 Osteospermum, nell'ambito della filogenesi della sottotribù, si trova in un gruppo politomico comprendente i generi Calendula e Gibbaria. Nelle precedenti classificazioni molte specie di questo genere erano distribuite in diversi generi (ora considerati sinonimi).
I caratteri distintivi del genere  Osteospermum sono:
- i fiori del raggio sono gialli/arancio;
- gli acheni hanno una sezione triangolare (sono più o meno prismatici e clavati) con superfici tubercolate e/o tri-alate.

I caratteri distintivi per la specie  Osteospermum ilicifolium sono:
- il portamento di questa specie è tipico delle piante perenni arbustive a disposizione sparpagliata.

### Sinonimi
Sono elencati alcuni sinonimi per questa entità:
- Nephrotheca ilicifolia (L.) B.Nord. & Källersjö
- Gibbaria ilicifolia  (L.) Norl.